# Sergia phorca
Sergia phorca is een tienpotigensoort uit de familie van de Sergestidae. De wetenschappelijke naam van de soort is voor het eerst geldig gepubliceerd in 1893 door Faxon.